# La bibliotecaria de Auschwitz
La bibliotecaria de Auschwitz es una novela escrita por Antonio Iturbe y publicada en 2012. Está ambientada en la década de 1940, cuando los nazis alemanes levantaron los campos de concentración durante la Segunda Guerra Mundial.  
La historia narra la historia de una joven judía de 14 años llamada Edita Adlerova, que a pesar de encontrarse en el campo familiar de Auschwitz, en la Polonia ocupada, se juega la vida aceptando el puesto de bibliotecaria en una escuela fundada en secreto por el profesor Fredy Hirsch. La novela se ha publicado en más de 40 países.

## Argumento
Edita Adlerova nació y creció con sus padres en Praga. Cuando apenas había cumplido 10 años se produce el estallido de la Segunda Guerra Mundial. Los alemanes irán ocupando territorios obligando a los judíos a trasladarse a guetos como al que deportan a Edita y su familia: Terezín. 
Cuando comienza a adaptarse a Terezín, la vuelven a trasladar al campo de exterminio de Auschwitz junto a sus padres, quienes son obligados a trabajar duramente sin descanso mientras ella va a la escuela que Fredy Hirsch ha levantado a escondidas en el bloque 31. 
Edita acepta, con tan solo 14 años, el cargo de bibliotecaria de las únicas ocho novelas que existían en el campo de trabajo pese al peligro que suponía ya que a los miembros de la SS no querían que los judíos tuviesen cultura y los libros en aquel lugar estaban totalmente censurados. 
Pese a perder a su familia, Dita aún tiene a Magrit, su mejor amiga, con la que se irá a vivir tras la derrota alemana. 
Edita jamás pensó que su juventud iba a estar marcada por el dolor y que la iba a pasar rodeada de muerte, suciedad, hambre y dolor. Gracias a ella conoceremos cómo eran los miembros de la SS, el Doctor Mengele, la vida en el campo de concentración de Auschwitz y también en el de Bergen-Belsen en Alemania, donde coincidirá en el tiempo con una joven que moriría de tifus llamada Ana Frank.

## Personajes
- Edita Adlerova: es la protagonista de la historia. Es una joven de apenas 14 años que es deportada junto a su familia al campo de exterminio de Auschwitz. En ese terrible lugar, acepta un peligroso cargo de bibliotecaria en una escuela fundada por Fredy Hirsch a escondidas de los miembros de la SS. El personaje está basado en la superviviente de Auschwitz, Dita Kraus.
- Magrit Barnai: es la mejor amiga de Edita Adlerova dentro del campo de trabajo. Magrit no tiene la suerte de Edita de ir a la escuela oculta y debe trabajar duro para poder sobrevivir. Tras la derrota de los nazis, Magrit consigue encontrar a su padre y se va a vivir a Teplice.
- Fredy Hirsch: es un líder judío, instructor de grupos de jóvenes, que es deportado al campo de Auschwitz donde decide crear a escondidas de los miembros de la SS una escuela.[4] Cerca del fin de la guerra, Hirsch tendrá que enfrentarse a un gran dilema personal cuando se ponga en marcha una rebelión por parte de miembros de la resistencia del campo.
- Rudi Rosemberg: se fugó del campo de trabajo de Auschwitz junto a Fred Wetzler. Tras la guerra se cambió el nombre por el de Rudi Vrba y se dedicó, junto a su compañero de fuga, a contar lo que los nazis estaban haciendo en el campo de trabajo elaborando informes que fueron enviados a distintas ciudades como Budapest, textos que fueron usados durante los Juicios de Núremberg para condenar a los nazis que hubiesen participado en esta barbarie. Tras los juicios, Rudi fue condecorado.
- Ota Keller: Es uno de los prisioneros convertido en profesor de la escuela clandestina del barracón 31. Los profesores que conocían bien alguna obra literaria se convirtieron en libros vivientes.
- Doctor Josef Mengele: en 1945 Mengele se camufló con los prisioneros pasando desapercibido. Con el apoyo económico que le enviaba su apoderada e influyente familia, consiguió huir de Alemania para instalarse en Argentina donde le localizaron, pero posteriormente huyó a Uruguay. Nunca pagó por sus crímenes y falleció en 1979 por un infarto mientras se daba un baño en una playa.

## Como tuvo la idea
El autor Antonio G. Iturbe realizó numerosos viajes para buscar información y así poder escribir el libro. Sin embargo, en uno de esos viajes dio con el título de un libro llamado The Painted Wall, de Ota B. Kraus. Este libro le sorprendió porque para comprarlo tenía una dirección para contactar, así que tras contactar para comprar el ejemplar, le respondieron con un mensaje de correo electrónico firmado con el nombre de Dita Kraus.
En ese momento, Antonio G. Iturbe se ilusionó al saber que Dita Kraus, aquella joven superviviente de 14 años que había pasado su adolescencia en dos campos de concentración, seguía viva aunque ahora tuviese 66 años más. 
Tras un tiempo manteniendo el contacto con ella por correo electrónico, acordaron verse personalmente en Praga donde Dita Kraus le contó toda su historia, la cual revivió junto a Iturbe, visitando el gueto de Terezin.
Dita Kraus se fue a vivir con Magrit y su padre a Teplice. Allí un día coincidió con Ota Keller que, tras varios encuentros, acabaron yendo a vivir a Praga y se casaron. En 1949 tuvieron su primer hijo y abrieron una fábrica de ropa interior femenina hasta que los soviéticos junto a su partido comunista, confiscaron la fábrica. 
Tras esto, Ota consiguió un empleo en el Ministerio de Cultura de Praga pero al no ser comunista, comenzaron a acusarle de enemigo y a amenazarle hasta tal punto que emigraron a Israel donde Dita acabó sus estudios. 
En Israel consiguieron un puesto de trabajo en la Escuela Hadassim, en Netanya. 
Dita y Ota tuvieron tres hijos y cuatro nietos y se dedicaron a escribir sus biografías durante los siguientes años, del que destaca The Painted Wall. Vivieron felices 54 años hasta que llegó lo único capaz de separarles: la muerte de Ota.